# Мурсія (божество)
Мурсія була маловідомою богинею в Стародавньому Римі . Її ім'я зустрічається як прізвище Венери . 
За словами Лівія  у неї був храм біля підніжжя Авентінського пагорба поблизу Палатинського пагорба . Кажуть, що Мурсія була старою назвою самого Авентінського пагорба ;  отже, прикметник murtius (= murcius ) було застосовано до поворотних стовпів Великого цирку, який також був розташований в долині між Авентином і Палатинськими пагорбами. 
Народна етимологія пов'язувала назву Мурсія з назвою миртового дерева (лат. myrtus ); звідси й написання Murtia і Murtea. Ця асоціація з миртом, яка бла знакою Венери, привела до того, що її назвали «Венерою з миртів».   Християнські письменники, у свою чергу, пов’язували Мурсію з прикметником murcus або murcidus «ледачий, неактивний», трактуючи її як «богиню лінощів і лінь».  